# Hoher Westerwald
Hoher Westerwald este o arie protejată (arie specială de conservare — SAC, sit de importanță comunitară — SCI) din Germania întinsă pe o suprafață de 1.965,11 ha, integral pe uscat.

## Localizare
Centrul sitului Hoher Westerwald este situat la coordonatele 50°37′22″N 8°09′12″E / 50.6228°N 8.1533°E.

## Înființare
Situl Hoher Westerwald a fost declarat sit de importanță comunitară în aprilie 1999 pentru a proteja 4 specii de animale. Situl a fost protejat și ca arie specială de conservare în martie 2008.

## Biodiversitate
Situată în ecoregiunea continentală, aria protejată conține 12 habitate naturale: Cursuri de apă de la nivel de câmpie la nivel montan, cu vegetație Ranunculion fluitantis și Callitricho-Batrachion, Pajiști carstice calcaroase sau bazofile, de Alysso-Sedion albi, Formațiuni ierboase bogate în specii de Nardus, dezvoltate pe substraturi silicioase în zone montane (și în zone submontane, în Europa continentală), Liziere de ierburi înalte hidrofile de câmpie și de nivel montan până la alpin, Fânețe de joasă altitudine (Alopecurus pratensis, Sanguisorba officinalis), Fânețe montane, Pante stâncoase calcaroase cu vegetație casmofită, Peșteri inaccesibile publicului, Păduri de fag Luzulo-Fagetum, Păduri de fag Asperulo-Fagetum, Păduri pe pante, grohotișuri și ravene de Tilio-Acerion, Păduri aluvionare cu Alnus glutinosa și Fraxinus excelsior (Alno-Padion, Alnion incanae, Salicion albae).
La baza desemnării sitului se află mai multe specii protejate de  nevertebrate (4): fluturele auriu (Euphydryas aurinia), rădașcă (Lucanus cervus), Lycaena helle, phengaris nausithous (Maculinea nausithous).
Pe lângă speciile protejate, pe teritoriul sitului au mai fost identificate 32 de specii de plante, 3 specii de mamifere, 17 specii de nevertebrate.